# Libanoni emírek listája
Az alábbi lista Libanon emírjeit tartalmazza.
| Uralkodó                              | Uralkodott                      | Megjegyzés |
| ------------------------------------- | ------------------------------- | ---------- |
| Maan-ház                              |                                 |            |
| Maan (*1080 k.)                       | emír: ???? – †1149              |            |
| Junesz (*1129)                        | emír: 1149 – †1169              |            |
| I. Juszuf (*1149)                     | emír: 1169 – †1200              |            |
| Szaif ed-Din (*1180 k.)               | emír: 1200 – †1250 k.           |            |
| Abdullah (*1210 k.)                   | emír: 1250 k. – †1280 k.        |            |
| I. Ali (*1235 k.)                     | emír: 1280 k. – †1290 k.        |            |
| Baszir (*1260 k.)                     | emír: 1290 k. – †1330 k.        |            |
| Mohammed (*1300 k.)                   | emír: 1330 k. – †1370 k.        |            |
| Szaad ed-Din (*1330 k.)               | emír: 1370 k. – †1400 k.        |            |
| Oszmán (*1360 k.)                     | emír: 1400 k. – †1430 k.        |            |
| I. Ahmed (*1390 k.)                   | emír: 1430 k. – †1460 k.        |            |
| Mulhem (*1420 k.)                     | emír: 1460 k. – †1470 k.        |            |
| II. Juszuf (*1450 k.)                 | emír: 1470 k. – †1500 k.        |            |
| I. Fahr ad-Din (*1480 k.)             | emír: 1500 k. – †1544           |            |
| I. Korkmaz (*1520 k.)                 | emír: 1544 – †1585              |            |
| II. Fahr ad-Din (*1572. augusztus 6.) | emír: 1585 – †1635. április 13. |            |
| Junesz Maan (*1575 k.)                | emír: 1635 – †1640 k.           |            |
| II. Ali (*1595 k.)                    | emír: ???? – †1633              |            |
| Husszejn (*1600 k.)                   | emír: 1640 k. – †1650 k.        |            |
| I. Melhem (*1600 k.)                  | emír: 1650 k. – †1661           |            |
| II. Korkmaz (*1650 k.)                | emír: 1661 – †1665              |            |
| II. Ahmed (*1649)                     | emír: 1665 – †1697              |            |
| II. Melhem (*1669)                    | emír: ???? – †1681              |            |
| Siháb-ház                             |                                 |            |
| I. Basir                              | emír: 1698 – †1706              |            |
| I. Hajdar                             | emír: 1706 – 1732, †1781        |            |
| Malham                                | emír: 1732 – †1758              |            |
| Al-Manszúr                            | emír: 1758 – 1770, †1774        |            |
| I. Ahmed                              | emír: 1758 – †1763              |            |
| Juszuf                                | emír: 1770 – 1778, ld. alább    |            |
| II. Ahmed                             | emír: 1778 – †1780              |            |
| Afandi                                | emír: 1778 – †1780              |            |
| Juszuf (2x)                           | emír: 1780 – †1789              |            |
| II. Basir (*1767. január 2.)          | emír: 1789 – 1790, ld. alább    |            |
| Juszuf (3x)                           | emír: 1790-ben, †?              |            |
| II. Basir (2x)                        | emír: 1790-ben, ld. alább       |            |
| II. Hajdar                            | emír: 1790 – †1793              |            |
| Kadan                                 | emír: 1790 – 1793, ld. alább    |            |
| Al-Huszajn                            | emír: 1793-ban, ld. alább       |            |
| Szalim                                | emír: 1793-ban, ld. alább       |            |
| Szad                                  | emír: 1793-ban, ld. alább       |            |
| II. Basir (3x)                        | emír: 1793 – 1795, ld. alább    |            |
| Al-Huszajn (2x)                       | emír: 1795-ben, ld. alább       |            |
| Szalim (2x)                           | emír: 1795-ben, ld. alább       |            |
| Szad (2x)                             | emír: 1795, ld. alább           |            |
| II. Basir (4x)                        | emír: 1795 – 1799, ld. alább    |            |
| Al-Huszajn (3x)                       | emír: 1799 – 1800, †?           |            |
| Szalim (3x)                           | emír: 1799 – 1800, †?           |            |
| Szad (3x)                             | emír: 1799 – 1800, †?           |            |
| II. Basir (5x)                        | emír: 1800 – 1801, ld. alább    |            |
| Al-Abbász                             | emír: 1801-ben, ld. alább       |            |
| Kadan (2x)                            | emír: 1801-ben, †?              |            |
| Szalman                               | emír: 1801-ben, ld. alább       |            |
| II. Basir (6x)                        | emír: 1801 – 1821, ld. alább    |            |
| Al-Haszan                             | emír: 1821-ben, ld. alább       |            |
| Szalman (2x)                          | emír: 1821-ben, ld. alább       |            |
| II. Basir (7x)                        | emír: 1821 – 1822, ld. alább    |            |
| Al-Haszan (2x)                        | emír: 1822-ben, †?              |            |
| Szalman (3x)                          | emír: 1822-ben, †?              |            |
| Al-Abbász (2x)                        | emír: 1822-ben, †?              |            |
| II. Basir (8x)                        | emír: 1822 – 1840, †1850        |            |
| III. Basir                            | emír: 1840 – 1842, †1851        |            |

## Fordítás
- Ez a szócikk részben vagy egészben  a   Maan (rodzina) című lengyel Wikipédia-szócikk fordításán alapul.  Az eredeti cikk szerkesztőit annak laptörténete sorolja fel. Ez a jelzés csupán a megfogalmazás eredetét és a szerzői jogokat jelzi, nem szolgál a cikkben szereplő információk forrásmegjelöléseként.